# Моховское муниципальное образование (Саратовская область)
Моховское муниципальное образование — упразднённое сельское поселение в Ершовском районе Саратовской области Российской Федерации.
Административный центр — село Моховое.

## История
Статус и границы сельского поселения установлены Законом Саратовской области от 27 декабря 2004 года № 82-ЗСО «О муниципальных образованиях, входящих в состав Ершовского муниципального района».
Законом Саратовской области от 28 марта 2016 года № 33-ЗСО, были преобразованы, путём их объединения, Моховское, Новорепинское и Орлово-Гайское муниципальные образования — в Новорепинское муниципальное образование, наделённое статусом сельского поселения, с административным центром в селе Новорепное.

## Население
| 2010 | 2011 | 2012 | 2013 | 2014 | 2015 | 2016 |
| ---- | ---- | ---- | ---- | ---- | ---- | ---- |
| 746  | ↘743 | ↘734 | ↘717 | ↘693 | ↘671 | ↘665 |

## Состав сельского поселения
| № | Населённый пункт | Тип населённого пункта       | Население |
| - | ---------------- | ---------------------------- | --------- |
| 1 | Моховое          | село, административный центр | ↘590      |
| 2 | Новая Слободка   | село                         | ↘156      |